# Phi Delta Phi
Phi Delta Phi ist eine internationale rechtswissenschaftliche Studentenvereinigung, die 1869 als Fraternity gegründet wurde und 2012 in die Form einer Honor Society umgewandelt wurde.

## Gründung, Ziel und Charakter
Gegründet wurde die Vereinigung am 13. Dezember 1869 von vier Studenten an der Universität Michigan. Sie war damit die erste Organisation für Jurastudenten in den USA. Ziel der Vereinigung ist es, „einen höheren Standard in der Berufsethik und -Kultur an dieser und anderen Law Schools und im gesamten Berufsfeld zu fördern“. Es gibt über 130 Gruppen, sogenannte Inns, an juristischen Fakultäten in den USA, Kanada, Mexiko, Polen und Deutschland. Die Inns werden bei Gründung jeweils nach einem bedeutenden Juristen benannt, der den Mitgliedern fachlich und ethisch als Vorbild dienen kann. Seit der Umwandlung in einer Honor Society besteht in den Inns als Aufnahmekriterium ein Mindestnotendurchschnitt, der die Gruppe der Kandidaten zur Mitgliedschaft auf das obere Drittel beschränkt.
Organisatorisch und in den Bezeichnungen und Titel lehnen sich Phi Delta Phi dabei an ein angelsächsisches Gericht an:
- Eine lokale Gruppe (Inn) wird von einem „Magister“ geleitet. Ihm stehen mehrere „Officer“ zur Seite.
- Mehrere Inns werden in einer „Province“ zusammengeführt, die von einem „Province President“, meist ein Alumni-Mitglied, geführt wird.
- Allen Provinces steht der „Council“ vor. Er führt die Zentrale in Washington.
- Für Streitigkeiten innerhalb der Vereinigung ist der „Court of Appeal“ eingerichtet.

Alle zwei Jahre treffen sich Vertreter aller Gruppen zu einer Zusammenkunft (Convention), um die Aktivitäten der Studentenvereinigung zu bestimmen und zu kontrollieren.

## Entwicklung
Bis zum Ende des 19. Jahrhunderts war die Vereinigung bereits an 31 Universitäten in den USA vertreten. 1973 wurde an der Escuela Libre de Derecho in Mexiko-Stadt das erste Inn außerhalb der Vereinigten Staaten gegründet, 1983 kam Kanada mit der University of Ottawa hinzu, im Jahr 2000 mit der Maria-Curie-Skłodowska-Universität Polen und 2006 eröffnete an der Bucerius Law School die erste deutsche Gruppe.
Insgesamt wurden seit Bestehen der Studentenvereinigung über 200.000 Mitglieder aufgenommen. Vergeben wird dabei eine lebenslange Mitgliedschaft, so dass die Gruppen der Vereinigung ein aktives Netzwerk zwischen Alumni und Studenten und zwischen Anwendern und Studenten des Rechts darstellen. Neben den aktiven (studentischen) Mitgliedern werden auch Ehrenmitglieder aufgenommen, die selber Juristen von bedeutendem Stand, hingegen nicht mehr aktive Studenten sind.

## Inns in Deutschland
- 2006 Bucerius Law School, zunächst benannt nach Roman Herzog, seit 2022 nach Karsten Schmidt
- 2008 Universität Tübingen, benannt nach Richard von Weizsäcker
- 2013 Ludwig-Maximilians-Universität, benannt nach Hans-Jürgen Papier
- 2013 Johann Wolfgang Goethe-Universität Frankfurt am Main, benannt nach Michael Hoffmann-Becking
- 2014 Ruprecht-Karls-Universität Heidelberg, benannt nach Paul Kirchhof
- 2014–2017 Friedrich-Schiller-Universität Jena, benannt nach Paul Johann Anselm von Feuerbach
- 2017 Universität Konstanz, benannt nach Udo Di Fabio
- 2024 Universität Münster, benannt nach Rudolf Rengier

## Namhafte Mitglieder

### US-Präsidenten
- Gerald Ford
- Franklin D. Roosevelt
- William Howard Taft

### Richter am Obersten Gerichtshof der USA
| - Hugo Black - Benjamin N. Cardozo - Anthony Kennedy - Thurgood Marshall - Sandra Day O’Connor - Lewis F. Powell - William H. Rehnquist | - Antonin Scalia - John Paul Stevens - Potter Stewart - Earl Warren - Byron White |

## Symbole der Vereinigung
Die Farben der Vereinigung sind rot, blau und gold. Sie stehen für Mut, Treue und Würde. Das Motto der Vereinigung ist „Friends of Justice and Wisdom“. Der Wappenschild zeigt eine goldene Eule im oberen blauen Feld, darunter einen Totenkopf vor gekreuzten Knochen auf rotem Grund. Die Zier des Wappens bildet eine bildliche Allegorie der Justitia mit drei goldenen Kronen.